# アシエル・ビジャリブレ
アシエル・ビジャリブレ・モリーナ（Asier Villalibre Molina, 1997年9月30日 - ）は、スペイン・バスク州ビスカヤ県ゲルニカ出身のプロサッカー選手。アスレティック・ビルバオ所属。バスク代表。ポジションはフォワード。

## 来歴
2011年にアスレティック・ビルバオの下部組織に加入し、2013-14シーズンに3rdチームであるCDバスコニアでシニアデビュー。2014-15シーズンには20得点を挙げ、2015年5月に2ndチームビルバオ・アスレティックに昇格した。
2015年9月6日に行われたRCDマジョルカ戦でセグンダ・ディビシオン初得点を挙げ、チームのシーズン初勝利に貢献。しかし若手主体のチームということもあり勝ち点をなかなか得られず、最下位でセグンダ・ディビシオンBに降格。ビジャリブレもシーズンを通して3得点と、大きなインパクトを残すことはできなかった。
16-17シーズンは2ndチームでの活躍もありトップチームにも帯同。2016年12月3日に行われたSDエイバル戦でトップチームデビューを果たした。2017年以降は経験を積むためセグンダ・ディビシオンのCDヌマンシア、レアル・バリャドリード、ロルカFCにレンタルされるも結果が出ず、2018-19シーズンから再びビルバオ・アスレティックでプレーする事となった。
2019-20シーズンにトップチームに昇格し、2020年1月25日のRCDエスパニョール戦で初得点を決めた。
2020-21シーズンから、前シーズンに引退したアリツ・アドゥリスの背番号20を背負う事となった。
2023年1月30日、セグンダ・ディビシオンに所属していたデポルティーボ・アラベスへ2022-23シーズン終了時までレンタル移籍をした。